# Aparallactus moeruensis
Espèce
Aparallactus moeruensis est une espèce de serpents de la famille des Lamprophiidae. 

## Répartition
Cette espèce est endémique du Sud de la République démocratique du Congo.

## Description
C'est un serpent venimeux.

## Étymologie
Son nom d'espèce, composé de moeru et du suffixe latin -ensis, « qui vit dans, qui habite », lui a été donné en référence au lieu de sa découverte, le lac Moeru, à la frontière entre la République démocratique du Congo et la Zambie.

## Publication originale
- de Witte & Laurent, 1943 : Contribution à la systématique des Boiginae du Congo Belge (Rept.). Revue de zoologie et de botanique africaines, vol. 37, p. 157-189.